# Владимир (Маланчук)
Владимир Михайлович Маланчук (укр. Володимир Михайлович Маланчук, англ. Wolodymyr Malanchuk; 20 августа 1904, Базар, Австро-Венгерская империя — 29 сентября 1990, Канада) — экзарх Франции Украинской грекокатолической церкви с 22 июля 1960 года по 27 ноября 1982 год, член монашеской конгрегации редемптористов.

## Биография
Родился 20 августа 1904 года в селе Базар.
После получения среднего образования вступил в монашескую конгрегацию редемптористов.
21 сентября 1925 составил вечные обеты в Ордене Святейшего Искупителя (редемптористов).
26 апреля 1931 года во Львове архиепископом Львовским Андреем Шептицким был рукоположён в священника. Служил протоигуменом Ордена Святейшего Искупителя (редемптористов) в Канаде.
22 июля 1960 года Римский папа Иоанн XXIII номинировал протоигумена Владимира Маланчука титулярным епископом Епифании Сирийской и экзархом новообразованного Апостольского экзархата Украинской церкви католиков византийского обряда во Франции.
19 февраля 1961 года в Виннипеге состоялось рукоположение Владимира Маланчука, которое совершил архиепископ виннипегскиий Максим Германюк в сослужении с стемфордским епископом Амвросием Сенишиным и епископом торонтским Исидором Борецким.
В 1962—1965 годы Владимир Маланчук участвовал в работе I, II, III и IV сессиях II Ватиканского собора.
27 ноября 1982 года Папа Римский Иоанн Павел II принял отставку епископа Владимира Маланчука. Вернулся в Канаду, в монастырь Ордена Святейшего Искупителя (редемптористов). Скончался 29 сентября 1990 года в Канаде в монастыре редемптористов.